# Paolo Bellodis
Paolo Bellodis Smalzo (Cortina d'Ampezzo, 9 ottobre 1958) è un alpinista e bobbista italiano.

## Carriera sportiva
Bobbista del Bob Club Cortina partecipa ai campionati italiani di bob, ottenendo come miglior risultato un quarto posto nel bob a quattro nel 1984.
Nel 1980 prese parte ai campionati europei di bob che si svolsero a Sankt Moritz arrivando quattordicesimo.

## Carriera alpinistica
Alpinista del gruppo Scoiattoli di Cortina Paolo ha aperto vie nuove e compiuto alcune prime ascensioni:
- 3 giugno 1984: via A (Coston d'Averau, 4°superiore) prima ascensione
- 8 giugno 1984: via A variante (Coston d'Averau, 4°/5°)
- ?? luglio 1984: via Los Angeles '84 (Spalti del Col Bechei, 6°/6°superiore)
- 28 luglio 1985: via Gipsy (Gusela del Padeon, 6°)
- 24 settembre 1994: via Pia (Gusela del Nuvolau, 5°/6°)
- 1º agosto 1996: via La spada di Damocle (Monte Lagazuoi, 6°b+)
- 27 settembre 1997: Sperone SO (Tofana di Rozes, 6°) prima ascensione